# Lucius Annius Bassus
Lucius Annius Bassus war ein römischer Politiker und Militär des 1. Jahrhunderts. 
Im Jahr 65/66 diente er als Prokonsul der Provinz Cyprus und weihte im Auftrag der Stadt Kourion ein Denkmal zu Ehren Kaiser Neros. Während des Jüdischen Krieges führte er unter Kaiser Vespasian 68 ein gemischtes Truppenkontingent aus Reitern und Fußsoldaten nach Gerasa, eroberte die Stadt im ersten Anlauf, ließ etwa tausend junge Männer töten, die nicht fliehen konnten, nahm ihre Familien gefangen und überließ die Stadt der Plünderung. Danach brannte er die Häuser nieder und griff umliegende Dörfer an. Im Vierkaiserjahr 69 kommandierte er als Legat die Legio XI Claudia und übernahm die maßgebliche Führung der Truppen, indem er den „trägen“ Konsular Pompeius Silvanus geschickt lenkte und mit ruhiger Umsicht handelte. Den Höhepunkt seiner Karriere erreichte er im Jahr 70 als Suffektkonsul an der Seite von Gaius Caecina Paetus. Sein Leben wurde von Claudius Pollio, einem Zeitgenossen des jüngeren Plinius, in einer Biographie beschrieben.